# جوسيف ماخ
جوسيف ماخ (بالتشيكية: Josef Mach)‏ (و. 1909 – 1987 م) هو كاتب، ومخرج أفلام، وكاتب سيناريو، وممثل أفلام تشيكي، ولد في بروستيوف، توفي في براغ، عن عمر يناهز 78 عاماً.

## وصلات خارجية
- جوسيف ماخ على موقع IMDb (الإنجليزية)
- جوسيف ماخ على موقع قاعدة بيانات الأفلام السويدية (السويدية)
- جوسيف ماخ على موقع قاعدة بيانات الفيلم (الإنجليزية)
- جوسيف ماخ على موقع كينوبويسك (الروسية)

- جوسيف ماخ في قاعدة بيانات الأفلام على الإنترنت